# Gabriel Boissy
Gabriel Boissy (Lo Lonzac, Corresa, 26 de febrer de 1879 - Biòt, Alpes-Maritimes, 23 de setembre de 1949) fou un escriptor, periodista i crític de teatre francès.
Va completar els seus estudis secundaris al col·legi de Treignac i als instituts de Tulle i Vitry-le-François. A principis de la dècada de 1900, va arribar a París on va fer cursos a la Sorbona, al Collège de France i a l'École du Louvre. Apassionat del teatre, s'interessà pels festivals dramàtics d'Aurenja, dels quals acavà convertint-se en el seu secretari general. Va organitzar representacions a l'antic teatre de Béziers. Va escriure crítiques dramàtiques a Excelsior i a la revista Comoedia de la qual fou redactor en cap, dirigint el 'Album Comique', uns fulls il·lustrats d'art teatral. Va participar en la Primera Guerra Mundial entre 1914 i 1918, com a caporal en el 81è regiment d'infanteria, i va ser ell qui, cap d'informació de l'Intransigeant, va tenir la idea de la flama sota l'Arc de Triomf de l'Étoile a la Tomba del Soldat desconegut. Li fou concedida la distició de Cavaller de la Legió d'Honor francesa.
Va publicar diversos poemes, entre els quals destaquen La Dramaturgie d'Orange (1907), L'amour dans la poésie française (1910), Pensées choisies des Rois de France (1920) o Stances du mortel sourire (1930). Altres obres destacades seves foren La Beauté vivante (1907), Le Journal historique de Charles Collé (1912), De Sophocle è Mistral (1919).